# Pachygnatha dorothea
Pachygnatha dorothea är en spindelart som beskrevs av Henry Christopher McCook 1894. Pachygnatha dorothea ingår i släktet Pachygnatha och familjen käkspindlar. Inga underarter finns listade i Catalogue of Life.